# Nadežda Rjaškina
Nadežda Valentinovna Rjaškina (in russo Надежда Валентиновна Ряшкина?; Sokol, 22 gennaio 1967) è un'ex marciatrice russa, fino al 1991 sovietica.

## Biografia
Nata con il nome di Надежда Ряшкина, raggiunse il record sui 10 km il 25 luglio del 1990 con un tempo di 41'56"23 a Seattle. Eguagliò il primato di Liu Hongyu sui 20 km.

## Altre competizioni internazionali
1990
- Oro ai Goodwill Games ( Seattle), marcia 10.000 m - 41'56"23